# Mussidan
Mussidan is een gemeente in het Franse departement Dordogne (regio Nouvelle-Aquitaine). De plaats maakt deel uit van het arrondissement Périgueux. Mussidan telde op 1 januari 2022 2.778 inwoners.

## Geschiedenis
De plaats gaat waarschijnlijk terug op een Gallo-Romeinse landbouwonderneming (villa rustica) waarrond een dorp ontstond. In de feodale tijd werd Mussidan een heerlijkheid. De familie de Montaut, heren van Mussidan, steunden al vanaf de 12e eeuw de Engelsen tegen de graven van Périgord, die vazallen waren van de Franse koning. Pas in het midden van de 15e eeuw, tegen het einde van de Honderdjarige Oorlog, zwoeren ze trouw aan de Franse koning. In 1497 kreeg Mussidan marktrecht.

### Godsdienstoorlogen
In de eerste helft van de 16e eeuw gingen de heren van Mussidan, toen de familie Gramont, over op het protestantisme. De stad werd verschillende keren belegerd en geplunderd tijdens de Hugenotenoorlogen. De stad en zijn kasteel lagen na afloop in puin en de bevolking was verdeeld tussen katholieken en calvinisten. Het kasteel werd afgebroken in 1624. Het Edict van Nantes bracht tijdelijk godsdienstvrijheid, maar in 1687 werd de protestantse kerk van Mussidan afgebroken. Verschillende protestantse families kozen voor emigratie.

### Moderne tijd
Aan het einde van de 18e eeuw was Mussidan een welvarend stadje met een markt waar onder andere vee, landbouwproducten en ijzerwaren werden verhandeld. De plaats lag gunstig op de weg tussen Bordeaux en Périgueux. Op de Isle lagen watermolens voor de productie van meel en olie. In 1820 kwam er een eerste brug over de Isle; ervoor werd gebruik gemaakt van een veerpont. De eerste houten brug werd in 1840 vervangen door een stenen exemplaar. Langs de Isle kwam er industrie die gebruik maakte van de waterkracht van de rivier. Mussidan kreeg aansluiting op de spoorlijnen Coutras - Périgueux (1857) en Marmande - Angoulême (1894). Hierdoor vestigde zich nieuwe industrie in de gemeente (fabricage van kaarsen, schoenen, ijzerwaren).
Tijdens de Tweede Wereldoorlog lag Mussidan in Vichy-Frankrijk. Het verzet verschuilde zich in het bosgebied Forêt de la Double. Op 11 juni 1944, aan het einde van de Duitse bezetting, ondernamen lokale verzetsgroepen een aanval op de spoorlijn. Als represaille namen de Duitsers 350 inwoners als gijzelaar gevangen. 52 van hen, onder wie de burgemeester, werden gefusilleerd.
De lokale industrie beleefde een bloeitijd in de jaren na de oorlog. Maar al vanaf de jaren 1960 kreeg de industrie het moeilijk. In de volgende decennia verdween alle industriële activiteit.

## Geografie
De oppervlakte van Mussidan bedraagt 3,85 km², de bevolkingsdichtheid is 717 inwoners per km² (per 1 januari 2019). 
De gemeente ligt in de landstreek Périgord Blanc. De Crempse stroomt door de gemeente en mondt er uit in de Isle.
De onderstaande kaart toont de ligging van Mussidan met de belangrijkste infrastructuur en aangrenzende gemeenten.

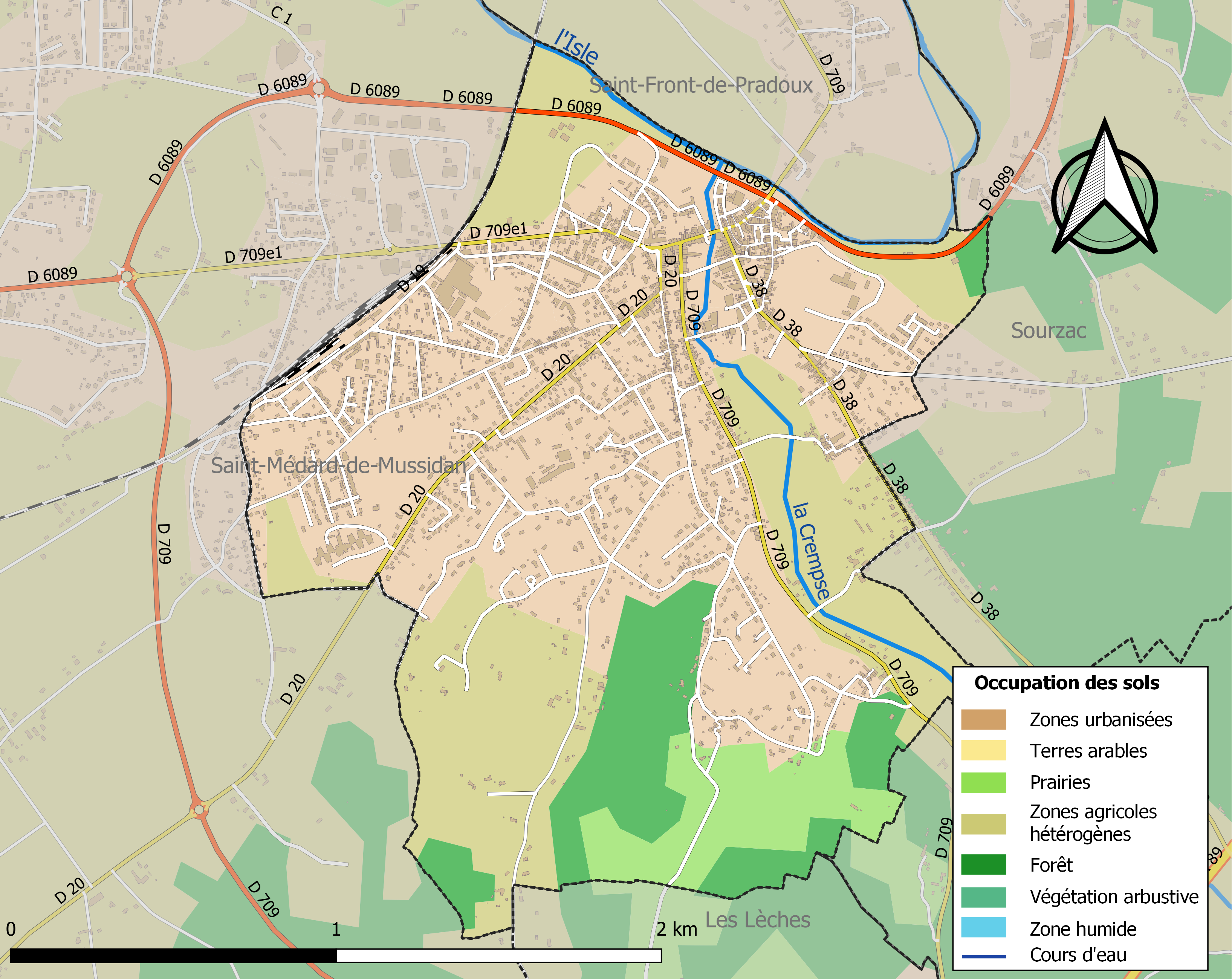

## Verkeer
In de gemeente ligt het spoorwegstation Mussidan.

## Demografie
Onderstaande figuur toont het verloop van het inwonertal (bron: INSEE-tellingen).

## Bezienswaardigheden
Mussidan heeft een zaterdagmarkt. De voormalige Notre-Dame-du-Rockerk werd gebouwd in de 16e en 17e eeuw op de plaats van een eerdere kerk, vernield tijdens de Hugenotenoorlogen. De Saint-Georgeskerk is 19e-eeuws. Het Musée Andre Voulgre is een heemkundemuseum.